# Modraszek agestis
Modraszek agestis (Aricia agestis) − modraszek iglicznik, owad z rzędu motyli, z rodziny modraszkowatych (Lycaenidae).